# Мулоносець
Рід Мулоносець (Georissus Latreille, 1809) є єдиним в монотипній родині Мулоносці (Georissidae) з надродини водолюбових. Він об'єднує 83 описаних види навколо водних жуків (серед яких — і кілька стратобіонтів), що мають всесвітнє поширення. В Палеарктиці — 24 види й підвиди, в Україні знайдено 2 види.
Типовий вид: Pimelia pygmaea Fabricius, 1798 (= Georissus crenulatus (Rossi. 1794)).

## Філогенетичне походження[2]
Через свою сильно модифіковану морфологію дорослої особини, яка не дуже нагадує інші групи Hydrophiloidea, Georissidae не вважалися історичними авторами родиною з водолюбових. Близьке розташування Ceorissus до Hydrophiloidea було визнано Кроусоном на основі морфології дорослих особин і підтверджено після відкриття личинок Ceorissus ван Емденом. Відтоді Georissus постійно поміщається в Hydrophiloidea, і це розміщення також було підтверджено всіма останніми проведеними філогенетичними аналізами, як морфологічними, так і молекулярними.
Відносини Georissidae до решти родин Hydrophiloidea досі не зрозумілі належним чином. Дослідження, засновані на різних наборах символів, показали неконгруентні результати. більшість філогенетичних досліджень, проведених нещодавно, розміщують Georissidae близько до Helophoridae та/або Epimetopidae, що, здається, добре відповідає особливо морфології личинок цих груп.
Скам'янілості Georissidae дуже бідні: дві скам'янілості з крейди та еоцену Близького Сходу та Європи були нещодавно віднесені до роду копалин Georissttes. Вони відомі лише як ізольовані надкрила, тому їх віднесення до Georissidae дуже сумнівне. Додаткові скам'янілості та підкопалини, віднесені до Ceorissus, відомі від міоцену до плейстоцену Європи та Аляски.

## Морфологічні ознаки[2]

### Імаго
Довжина 1,0-2,2 мм. Тіло в 1,5-2,7 довше ширини, боки нерівномірно закруглені (бічний край переднеспинки та надкрил не утворює суцільної лінії). Тіло добре склеротизоване та помірно або сильно опукле; колір коричневий або чорний; дорсальна поверхня горбиста (з гранулами, кожна з яких несе верхівкову сенсиллу) і часто реберна; вентральні поверхні без гідрофобного опушення.

#### Голова
Голова від помірно до сильно відхиленої, значною мірою вкрита передньою часткою переднеспинки у вигляді зі спини. Очі добре розвинені, не опуклі, округлі і цілісні спереду, дрібно фасеточні, без межових щетинок. Місце прикріплення вусиків видно зверху; субантенальна борозна відсутня. Лобно-склепові та середньочерепні шви вдавлені або нечіткі; кліпеус великий, спереду закруглений. Губа поперечна, добре склеротизована, оголена дорсально, заокруглена на вершині. Антени короткі, 7- або 9-сегментовані, з голими базальними члениками та 1- або 3-члениковою опушеною булавою, антенномер, що передує булаві вусика, не має чашеподібної форми. Мандибули великі й частково приховані під кліпеусом і верхньою губою; верхівка однозуба або двозуба; мола добре розвинена і часто асиметрична; протека добре розвинена, перетинчаста, опушена і не зчленована. Максилла зазвичай з щетинковими галеями та лациніями; перші округлі, склеротизовані в основі, апікально перетинчасті з рядом довгих вигнутих щетинок, останні — з серіями довгих щетинок, апікальні міцні; верхньощелепні щупики тонкі, завдовжки як вусики; верхівковий пальпомер веретеноподібний. Ментум трикутний; язичок дволопатевий; верхівковий пальпомер губи розширений. Задні тенторіальні ямки та гулярні шви зливаються. Корпотенторій дуже вузький; передні руки тенторіуму тонкі, не розширені в текторіальну ламіну. Шийні склерити присутні.

#### Груди

##### Передньогруди
Передньоспинка в 0,7-0,8 разів довша за ширину, найширша десь на середній довжині, вужча за зведені основи надкрил; боки вигнуті, іноді злегка виступають; передній край сильно поданий вперед і закруглений. Бічні килі переднеспинки повні й прості; передні кути відсутні; задні кути закруглені, не охоплюють основи надкрил; задній край злегка дугоподібний або злегка кутастий, з підлягаючим черевним ребром, яке зчіплюється з надкрилами та щитковим щитком.
Передня частина передньогрудей повністю прихована прококсами, коротша за найкоротший діаметр прококсальної западини, без серединного киля, передній край сильно увігнутий. Передньоспинальний відросток відсутній. Нотостернальні шви відсутні. Гіпомерон не розділений на блискучі бічні та опушені мезальні частини; з передньою борозенкою для вкладання булави вусика. Прококсальні западини округлі, широко розділені, відкриті назовні, без вузького передньобічного розширення.

##### Середньо- й задньогруди
Щиток різко піднятий, замалий, іноді непомітний, ззаду вузько закруглений. Надкрила в 1,0-1,2 рази довші від загальної ширини і в 1,7-2,2 рази довжини переднеспинки; боки помірно зігнуті або субпаралельні, вершини сумісно заокруглені; плечові бугри добре розвинені; диск з десятьма рядами точок, без щиткової стриоли, чергуються або всі надкрилові проміжки від слабко до сильно ребристих; епіплеври відсутні. Мезовентрит відокремлений суцільними швами від мезанепістерни, передня частина мезовентриту в іншій площині, ніж метавентрит; без або з дуже слабо вираженими прококсальними опорами; заднемезальна частина з піднятою субп'ятикутною пластинкою; мезовентральна порожнина відсутня; дискримен відсутній. Мезанепістерни широко відокремлені один від одного спереду. Мезококсальні западини субкруглі, широко розставлені, з боків закриті мезепімероном. Метавентрит чітко поперечний, плоский до злегка опуклого; дискрімен і поперечний (метакатепістернальний) шов зменшений, слабо помітний; метаепістернум не розкритий вентрально, прихований під надкрилами. Метакокси злегка поперечні, широко розділені, розширені вбік до надкрил. Метендостерніт з короткою широкою ніжкою і довгими бічними рукавами. Задні крила добре розвинені, або у деяких видів/популяцій зменшені, коротке широке стебло та довгі бічні руки. Задні крила добре розвинені, або у деяких видів/популяцій зменшені в розмірі (короткокрилі) або відсутні (безкрилі); коли повністю розвинене, крило вузько подовжене з апікальним полем, що утворює біля двох третин площі крила; жилки слабко склеротизовані, ScA і RA досягають майже переднього краю крила, радіальні клітини непігментовані, RP не розвинена базально, проксимально з'єднана з MP і утворює петлю R—M, базальна клітина присутня, з проекцією AA3 від неї майже до заднього краю крила, інші жилки середини (гілки M, Cu і A) відсутні; анальна частка відсутня; край крила з довгими розрідженими щетинками; крила короткокрилих видів/особин із наявністю ScA, RA та R-M петлі, але зі зменшеними апікальною, серединною та анальною областями.

##### Ноги
Протрохантини приховані; прококси пластинчасті; ендоплевр не зрощений. Прококси великі, повністю прикривають опенум; протрохантер частково зрощений з протибієм. Мезо- і метакокси злегка поперечні; мезо- і метатрохантер добре розвинені, прикріплені до задньобазальної частини стегна, отже, основа стегна скошена і спереду контактує з тазиком. Вершини злегка сплощені і подвійні на зовнішній стороні; мезо- та метатибії від циліндричних до злегка сплощених, з боків більш-менш зубчасті, без плавальних волосків; гомілкові великі шпори короткі, нечіткі. Лапка 5-5-5 або 5-4-4; членики прості, перші тарзомери маленькі, кулясті та частково приховані верхівкою гомілки, і лапки, здаються чотирикутними; коготки прості, дугоподібні; емподіум малий, без щетинок.

##### Черевце
Черевце з п'ятьма вільними вентритами; два базальні вентрити зрощені; вентрит 1 без серединного киля; міжкоксальний відросток широкий і усічений. Функціональні дихальця на I—VI сегментах черевця; тергіти черевної порожнини порівняно злегка склеротизовані, на кожному є плями складчастих загострень крил. Передній край VIII стерніту у самця без серединної стійки. Сегмент IX у самця U-подібний, зі слабко відмежованими довгими бічними розпірками. Едеагус трилопатевого типу, симетричний або з асиметричними парамерами, з вузько витягнутою фаллобазою та простими парамерами; пеніс з базальними опорами. Яйцеклад самки помірно подовжений, злегка склеротизований; парапрокти набагато коротші за коксити, які поділяються на широку

### Личинки
Тіло подовжене, майже паралельне, посередині трохи ширше; голова і протергум добре склеротизовані, середньоо- і заднегруди з тергою, розділеною на кілька дрібних склеритів; спинка I—VIII сегментів черевця з поперечним рядом склеротизованих виростків; спинка IX сегмента черевця зі склерозованою пластинкою; мембранні поверхні з асперитами; бічні виступи відсутні на грудях та на череві.

#### Голова
Голова від прогнатної до злегка гіперпрогнатусної, приблизно такої ж довжини, як і ширини, боки лише злегка загнуті; задній край чітко вирізаний; епікраніальна ніжка відсутня; передні плечі V-подібні зі зближеними основами; серединна ендокарина відсутня. Кожна сторона голови з 6 стеблами, добре відокремленими одне від одного, утворюючи два вертикальних ряди. Лобно-кліпеальний шов відсутній; верхня губа зрощена з головною капсулою і утворює кліпеолабрум із серединним вузьким виступом (назалієм) і великими симетричними парними адназаліями (= епістомальними частками); адназалія з декількома широкими плоскими щетинками з війчастим внутрішнім краєм і з перетинчастими війковими бічними частинами. Вусики добре розвинені, 3-членикові; антеномер 1 найдовший, антеномер 2 з латерально розташованими двома сенсоріями. Мандибули симетричні, помірно широкі біля основи з вузькими, сильно вигнутими й витягнутими ротовими апаратами, верхньощелепна артикуляційна ділянка відсутня; верхня щелепа шестигранна, з сегментоподібним щупом: кардо чіткі, кожен розділений на 2 склерити; стіпес дуже короткі і циліндричні, пальпіфер довгий і циліндричний; галея (= внутрішній придаток) перетинчаста, не виступає; лацинії відсутні; щупик 3-члениковий. Губа складається з прементума й постментума; щупики 2-членикові; язичок відсутній. Вентральні тенторіальні ямки та гулярні шви зрощені.

#### Груди
Передньогрудь довша за мезо- чи заднегрудь кожна, з однією тергальною пластинкою, розділеною серединною екдизіальною лінією; мезо- і метатерга з кількома розділеними склеритами. Передньогрудна частина з двома парами склеритів субмезально, несклеротизована мезально. Ноги 3-членикові, з передтарзусом, схожим на кігті, але зрощені з гомілкою; прококси досить щільно прилягають один до одного, мезо- і метакокси широко розділені.

#### Черевце
I—VIII сегменти черевця зазвичай злегка склеротизовані, кожен з поперечним рядом дрібних круглих склеритів; без бічних виступів і зябер; вентрити без передніжок. Верхівка черевця без дихальцевої порожнини, VIII сегмент не кінцевий, IX тергіт повністю видно з 1-сегментним урогомфом, X сегмент кінцевий. Функціональні дихальця наявні на середньогруді та I—VIII сегментах черевця.

## Життєвий цикл[2]
Розвиток личинок включає два або три віки (два віки зареєстровано для європейського G. crenulatus, три — для північноамериканського G. califomicus) і займає близько чотирьох тижнів у Європі. Яйця відкладаються в пакет, закопаний у ґрунт, з якого він виступає лише за допомогою короткої дихальної трубки. Лялькування відбувається в камері лялечки, побудованій у вологому ґрунті.

## Спосіб життя[2]
Біологію вивчили лише для кількох європейських та одного північноамериканського виду роду. Імаго переробляють субстрат, як їжу. Ймовірно, харчуються водоростями та органічними рештками. Личинки живуть у тих же місцях, у невеликих порожнинах у глинисто-піщаних відкладах. Вони хижі, полюють на дрібних безхребетних. Імовірною здобиччю є нематоди та личинки двокрилих.
У Ceorissus живі дорослі жуки часто маскуються частинками ґрунту, які вони активно прикріплюють до переднеспинки та надкрил. Однак види інших підродів не мають цього камуфляжу.

## Поширення та середовище існування[2]
Рід має всесвітнє поширення. Імаго зустрічається на поверхні вологих глинисто-піщаних відкладень по берегах струмків і річок, рідше — стоячих водойм або біля калюж і на відкритому ґрунті в солончаках. Кілька видів в Африці та Південно-Східній Азії взагалі не пов'язані з водою, і мешкають у підстилці листя тропічного лісу.

## Класифікація[2]
На цей час у Georissus виділяють три підроди, які в основному визначаються скульптурою передньоспинки та надкрил:
- Nipponogeorissus Sato характеризується рівномірно гранульованою передньоспинкою і включає два види з Японії та Нової Гвінеї;
- Georissus характеризується передньоспинкою, що містить як гладкі, так і зернисті ділянки, а також гладкі надкрила без зерен і ребер, поширений у Палеарктиці та її прикордонних зонах зі Східним регіоном, а також в Америці.
- Neogeorissus Satd характеризується передньоспинкою, що містить як гладкі, так і зернисті ділянки, але надкрила з ребристими та/або частково зернистими проміжками.

### Список палеарктичних видів
Два види, знайдені в Україні, позначені *

#### Рід Georissus Latreille, 1809: 377
Типовий вид:  Pimelia pygmaea Fabricius, 1798 (= Byrrhus crenulatus P. Rossi, 1794)

##### Підрід Georissus Latreille, 1809: 377\
Типовий вид: Pimelia pygmaea Fabricius, 1798 (= Byrrhus crenulatus P. Rossi, 1794)
- babai Sato, 1970: 199
- canalifer Sharp, 1888a: 244
- crenulatus P. Rossi, 1794: 81*
- substriatus Heer, 1841: 472

##### Підрід Neogeorissus Sato, 1972: 209
Типовий вид Georissus japonicus Satô, 1972
- bipartitus Champion, 1923: 177
- caelatus Erichson, 1847: 504
- coelosternus Champion, 1923: 177
- costatus Laporte, 1840b: 45
- carinatus Rosenhauer, 1856: 112
- cupreus Reiche, 1879: 237
- latreillei Dufour, 1843: 57
- pimelioides Fairmaire, 1859: 45
- formosanus Kono, 1936: 53
- fusicornis Champion, 1923: 175
- instabilis instabilis Champion, 1923: 176
- instabilis minusculus Champion, 1923: 176
- japonicus Satô, 1972: 210
- katsuoi Nakane, 1995: 42
- kurosawai Nakane, 1963: 63
- laesicollis Germar, 1832: pl.3*
- maritimus Fikáček, Delgado & Gentili, 2012: 49
- nemo Fikáček, Delgado & Gentili, 2012: 112
- persicus Fikáček & Falamarzi, 2010: 108
- sakaii Satô, 1972: 211
- septemcostatus Champion, 1923: 178
- trifossulatus Motschulsky, 1843: 658

##### Підрід Nipponogeorissus Satô, 1972: 212
Типовий вид Georissus granulosus Satô, 1972
- granulosus Satô, 1972: 212